# Narodowy Dzień Pamięci Polaków ratujących Żydów pod okupacją niemiecką
Narodowy Dzień Pamięci Polaków ratujących Żydów pod okupacją niemiecką – polskie święto państwowe obchodzone 24 marca - w rocznicę zbrodni w Markowej. Upamiętnia Polaków ratujących Żydów. Święto nie jest dniem wolnym od pracy. Zostało ustanowione przez Parlament w 2018 roku z inicjatywy prezydenta Andrzeja Dudy.

## Historia inicjatywy
Inicjatywa ustanowienia dnia pamięci wyszła od Prezydenta RP Andrzeja Dudy w 2017 roku. Celem było oddanie hołdu Polakom, którzy mimo grożącej im kary śmierci, zdecydowali się pomagać swoim żydowskim współobywatelom podczas niemieckiej okupacji. 

## Procedura legislacyjna
Projekt ustawy ustanawiającej Narodowy Dzień Pamięci Polaków Ratujących Żydów pod okupacją niemiecką został przedstawiony przez Prezydenta RP w 2017 roku. Po przeprowadzeniu procedury legislacyjnej, Sejm RP uchwalił ustawę, a następnie została ona podpisana przez Prezydenta. Święto oficjalnie ustanowiono w 2018 roku. 

## Dotychczasowe obchody
Obchody Narodowego Dnia Pamięci Polaków Ratujących Żydów pod okupacją niemiecką odbywają się corocznie 24 marca w całej Polsce. W ramach uroczystości organizowane są m.in.:
- uroczyste ceremonie,
- odsłonięcia tablic pamiątkowych,
- prezentacje wystaw,
- pokazy filmów dokumentalnych,
- konferencje naukowe.

Szczególne miejsce w obchodach zajmuje Muzeum Polaków Ratujących Żydów im. Rodziny Ulmów w Markowej, gdzie co roku odbywają się centralne uroczystości upamiętniające bohaterów ratujących Żydów podczas II wojny światowej.